# George Howard (musicien)
Pour les articles homonymes, voir George Howard et Howard.
George Howard (15 septembre 1956 - 22 mars 1998) était un saxophoniste de jazz américain originaire de Philadelphie, en Pennsylvanie (États-Unis). Il s'est illustré principalement dans les styles jazz-funk, jazz fusion, jazz contemporain et smooth jazz, et sa musique, souvent fortement imprégnée de R&B, a souvent été comparée à celle de Grover Washington, Jr., l'un de ses modèles et idoles.

## Biographie
À la fin des années 1970, Howard part en tournée avec Grover Washington, Jr.. Au début des années 1980, il sort ses deux premiers albums studio, Asphalt Gardens et Steppin' Out. Ces deux albums sont bien accueillis et atteignent la 25e et 9e places, respectivement, des charts jazz du Billboard.
En 1985, son 3e album, Dancing in the Sun, a atteint la 1re place du Billboard jazz. Ses trois albums suivants, Love Will Follow, A Nice Place to Be et Reflections, rééditent ce niveau de ventes. Après le succès de Dancing in the Sun, Howard quitte le label GRP Records pour rejoindre MCA Records pour son album de 1989 Reflections. Toutefois, il revient chez GRP Records en 1990 et y sort son album Love Will Follow en 1991. Il meurt d'un cancer (lymphome) le 20 mars 1998. Son dernier album, There's a Riot Goin' On, un hommage au groupe de funk Sly & The Family Stone, est paru de façon posthume (un mois après sa mort) le 21 avril chez Blue Note Records. Bien qu'il n'ait jamais eu la même reconnaissance auprès des critiques qu'un Grover Washington, Jr. ou un David Sanborn, ceux-ci lui reprochant une musique au service du groove au détriment de l'improvisation, il continue d'être apprécié par les amateurs de smooth jazz, qui lui rendent hommage régulièrement.

## Discographie
- 1982 - Asphalt Gardens - Palo Alto Jazz
- 1984 - Steppin' Out - Palo Alto Jazz
- 1985 - Dancing in the Sun - Palo Alto Jazz
- 1986 - Love Will Follow - Palo Alto Jazz
- 1986 - A Nice Place to Be - MCA
- 1988 - Reflections - MCA
- 1989 - Personal - MCA
- 1992 - Love and Understanding - GRP
- 1992 - Do I Ever Cross Your Mind? - GRP
- 1993 - When Summer Comes - GRP
- 1994 - Home Far Away - GRP
- 1995 - Attitude Adjustment - GRP
- 1998 - Midnight Mood - GRP
- 1998 - There's a Riot Goin' On - Blue Note